# 達爾尼克鄉

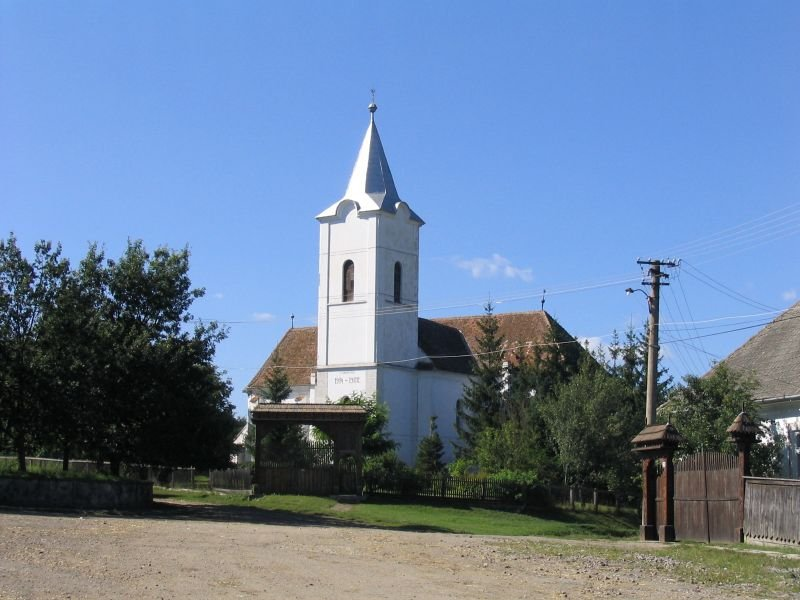

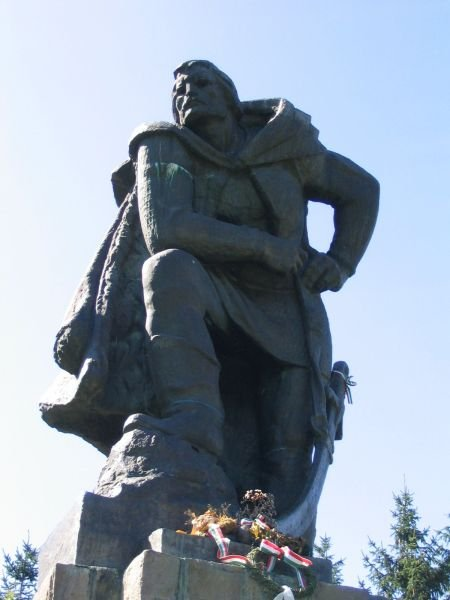

45°55′0″N 25°59′0″E / 45.91667°N 25.98333°E
達爾尼克鄉（羅馬尼亞語：Comuna Dalnic, Covasna），是羅馬尼亞的鄉份，位於該國中部，由科瓦斯納縣負責管轄，處於布加勒斯特以北170公里，每年平均降雨量1,048毫米，海拔高度577米，2007年人口952。